# Toni Cade Bambara
Toni Cade Bambara, pseudonimo di Miltona Mirkin Cade (New York, 25 marzo 1939 – 9 dicembre 1995), è stata una scrittrice, docente e attivista sociale statunitense.

## Biografia
Toni Cade Bambara crebbe ad Harlem e a Jersey City. Frequentò le scuole a New York negli Stati Uniti del sud. Manifestò l'intenzione di cambiare il proprio nome negli anni dell'asilo e nel 1970 aggiunse Bambara quando scoprì che quello era il nome che sua nonna aveva assunto.
Studiò inglese e teatro al Queen's College e mimica in Francia negli anni sessanta. si interessò di danza prima di laurearsi in narrativa africana al City College di New York. Insegnò alla Rutgers University e allo Spelman College.
Entrò a far parte di molte comunità e organizzazioni attiviste, e le sue opere vennero influenzate dal movimento per i diritti civili e del nazionalismo nero degli anni sessanta.
I viaggi a Cuba nel 1973 e in Vietnam nel 1975 la aiutarono a contestualizzare le lotte degli afroamericani in relazione con il terzo mondo.
La Bambara morì nel 1995 per un cancro al colon.

## Stile
Considerata una delle migliori scrittrici di racconti afroamericane, la sua prima raccolta, Gorilla, My Love, è stata pubblicata nel 1972. Lei classificava la sua scrittura come narrativa positiva. Gran parte dei racconti di Gorilla, My Love è raccontata in prima persona. Il narratore (in gran parte delle storie) è una giovane ed impertinente ragazza dal carattere forte, coraggiosa e altruista. Una di queste storie è Blues Ain't No Mockin Bird. Un'altra si intitola Raymond's Tun ed è entrata a far parte di molte antologie scolastiche per le scuole medie.
Attiva negli anni sessanta nel Black Art e nel Black Feminist Movements, la Bambara curò l'antologia The Black Woman (1970), una raccolta di poesie, racconti brevi e saggi di importanti scrittori come Nikki Giovanni, Audre Lorde, Alice Walker e Paule Marshall, così come della Bambara stessa. L'antologia ebbe una grande influenza. La bambara scrisse anche l'introduzione per una delle prime antologie femministe di donne di colore, This Bridge Called My Back (1981), curata da Gloria Anzaldúa e Cherrie Moraga.
Nel 1980 venne stampata la prima edizione del suo romanzo The Salt Eaters, vincitore dell'American Book Awards l'anno successivo. Il romanzo sulla scomparsa e l'omicidio di quaranta bambini neri ad Atlanta tra il 1979 e il 1981, Those bones Are Not My Child (originariamente intitolato If Blessing Come), venne pubblicato postumo nel 1999. Il romanzo venne curato da Toni Morrison, che lo considera come il capolavoro della Bambara. Toni Morrison raccolse racconti, saggi ed interviste della Bambara in un volume dal titolo Deep Sightings & Rescue Missions: Ficrion: Essays & Conservations, pubblicato nel 1996.
Lo stile della Bambara venne fortemente influenzato dalla politica radicale, dal femminismo e dalla cultura afroamericana. Le sue opere sono spesso esplicitamente politiche, e riguardano in generale le ingiustizie e l'oppressione, in particolare il destino delle comunità afroamericane e delle organizzazioni politiche di base, come in The Salt Eaters e The Bombings of Osage Avenue, il quale tratta dell'attentato alla sede principale del MOVE di Filadelfia. Le protagoniste e il narratore femminili dominano la sua scrittura. La Bambara scrive attraverso le convenzioni della cultura afroamericana, incorporando il dialetto afroamericano, tradizioni orali e tecniche riconducibili a jazz. È anche influenzata dalla comunità di Harlem in cui crebbe così come da sua madre, una donna di sani principi e con una grande forza di volontà, che spinse i suoi figli a sentirsi orgogliosi della cultura e della storia afroamericana.
La Bambara scrisse altri importanti opere. Contribuì anche al alla serie di documentari della PBS American Experience con l'episodio "Midnight Ramble": Oscar Micheauz and the Story of Race Movies, e al documentario del 1995 W.E.B. Du Bois: A Biography in Four Voices.

## Opere

### Romanzi
- The Salt Eaters (1980)
- Those Bones Are Not My Child (1999)

### Raccolte di Racconti
- Gorilla, My Love (1972)
- The Sea Birds Are Still Alive (1977)
- Deep Sightings and Rescue Missions (1996)
- The Lesson  (1972)
- Raymond's Run
- The war of the wall

### Documentari
- The Bombing of Osage Avenue (1986)
- W.E.B. Du Bois. A Biography in Four Voices (1995)

### Antologie
- The Black Woman: An Anthology (1970)
- Tales and Stories for Black Folks (1971)
- This Bridge Called My Back (1981)